# Арепіна Ія Олексіївна
Ія Олексіївна Арепіна (рос. Ия Алексеевна Арепина; 2 липня 1930, Ардатов, Мордовська автономна область, СРСР — 24 липня 2003, Москва, Росія) — російська акторка театру та кіно ерзянського походження.

## Життєпис
Народилася 2 липня 1930 року в Ардатові Мордовія, у багатодітній ерзянській родині, була сьомою дитиною. Під час навчання в школі Арепіна займалася в драмгуртку. Закінчивши школу вступила до ВДІКу, який закінчила у 1954 році. Навчалася на курсі Василя Ваніна та Володимира Бєлокурова.
Ще під час навчання у ВДІКу дебютувала в театрі — виконала роль Снігуроньки у однойменній виставі та Шурки в «Єгор Буличов та інші», а також й у кіно — виконала роль Варі у стрічці «Степові зорі» (1953).
З 1954 до 1985 року працювала акторкою Театр-студію кіноактора (нині — Державний театр кіноактора).
Успіх прийшов до Ії Арепіної після виконання ролі Марії Миронової у фільмі «Капітанська дочка» (1958).
Померла 24 липня 2003 року в Москві, похована на Ніколо-Архангельському цвинтарі.

## Особисте життя
1954 року вийшла заміж за кінооператора Юрія Куна, з яким познайоилась під час фільмування стрічки «Степові зорі». У подружжя народився син Юлій (нар. 12 квітня 1955). Згодом шлюб розпався.
Вдруге Ія Арепіна вийшла заміж за перекладача-синхроніста Вадима Мільштейна. Разом вони прожила 6 років, але шлюб розпався. У подружжя не було дітей.
1968 року народила дочку Ладу від роману з молодим чоловіком, з яким вона познайомилася в рідному Ардатові.

## Театр
Театр-студія кіноактора
- «Снігуронька» Олександра Островського, роль — Снігуронька
- «Єгор Буличов та інші» Максима Горького, роль — Шурка
- «Гроза» Олександра Островського, роль — Варвара
- «Російські люди» Костянтина Симонова, роль — Шура

## Фільмографія
| Рік  |    | Українська назва            | Оригінальна назва                       | Роль                             |
| ---- | -- | --------------------------- | --------------------------------------- | -------------------------------- |
| 1992 | ф  | Біг по сонячному боці       | Бег по солнечной стороне                | епізодична роль (немає у титрах) |
| 1988 | ф  | Не забудь озирнутися        | Не забудь оглянуться                    | дружина Філіпа Кузьмича          |
| 1986 | ф  | На порозі                   | На пороге                               | епізодична роль                  |
| 1982 | ф  | Пічники                     | Печники                                 | вчителька                        |
| 1979 | ф  | Щось з телефоном            | Что-то с телефоном                      | мати Вадима                      |
| 1978 | ф  | Попереднє розслідування     | Предварительное расследование           | секретарка в райкомі             |
| 1976 | ф  | Тут мій причал              | Здесь мой причал                        | лікарка                          |
| 1973 | ф  | Транзит на північ           | Транзит на север                        | Аґлая                            |
| 1974 | ф  | Калина червона              | Калина красная                          | сестра Єгора Прокудіна           |
| 1972 | ф  | Хлопчаки — народ гарний     | Мальчишки — народ хороший               | мати Романа                      |
| 1967 | ф  | Подія, яку ніхто не помітив | Происшествие, которого никто не заметил | епізодична роль (немає у титрах) |
| 1965 | ф  | Війна і мир                 | Война и мир                             | дівчина в будинку Ахросимової    |
| 1964 | ф  | Кожен осінній вечір         | Каждый осенний вечер                    | Ганна                            |
| 1962 | ф  | Коли розводять мости        | Когда разводят мосты                    | Інга                             |
| 1961 | кф | Після балу                  | После бала                              | Варенька Бутирліна               |
| 1959 | ф  | Похмурий Вангур             | Хмурый Вангур                           | Наталка, студентка               |
| 1959 | ф  | Особливий підхід            | Особый подход                           | Оля, завідувачка дитсадком       |
| 1957 | ф  | Борець і клоун              | Борец и клоун                           | Маруся «Мімі»                    |
| 1958 | ф  | Ходіння за три моря         | Хождение за три моря                    | Дуняша                           |
| 1958 | ф  | Під стукіт коліс            | Под стук колёс                          | Настя                            |
| 1958 | ф  | Червоне листя               | Красные листья/Чырвонае лісьце          | Стася                            |
| 1958 | ф  | Шляхами війни               | На дорогах войны                        | Віра                             |
| 1958 | ф  | Капітанська дочка           | Капитанская дочка                       | Марія Миронова                   |
| 1957 | ф  | Всього дорожче              | Всего дороже                            | Полінка, сестра Романа           |
| 1956 | ф  | Дівчина з маяка             | Девушка с маяка                         | Марійка                          |
| 1956 | ф  | Ілля Муромець               | Илья Муромец                            | Оленка                           |
| 1955 | ф  | Земля і люди                | Земля и люди                            | студентка                        |
| 1954 | ф  | Велика родина               | Большая семья                           | Тоня Журбіна                     |
| 1953 | ф  | Степові зорі                | Степные зори                            | Варя, головна роль               |

## Нагороди та номінації
| Рік  | Премія                    | Номінація                    | Стрічка / Роль                 | Результат |
| ---- | ------------------------- | ---------------------------- | ------------------------------ | --------- |
| 1955 | «Каннський кінофестиваль» | Приз за найкращу жіночу роль | «Велика родина» / Тоня Журбіна | Перемога  |